# St. Gallische Naturwissenschaftliche Gesellschaft
Die St. Gallische Naturwissenschaftliche Gesellschaft (Abkürzung: NWG)  ist ein Verein nach Schweizer Recht mit Sitz in St. Gallen. Seine Ziele bestehen in der Vermittlung von naturwissenschaftlichen Erkenntnissen für eine breitere Öffentlichkeit sowie der Erforschung und dem Schutz der Natur.

## Geschichte
Der Verein wurde am 29. Januar 1819 durch den Arzt und Botaniker Caspar Tobias Zollikofer mit 50 Mitgliedern gegründet. Er gehört zu den ältesten naturwissenschaftlichen Vereinigungen in der Schweiz. Zollikofer war bis zu seinem Tod erster Präsident. Einer seiner bekanntesten Präsidenten war von 1933 bis 1942 der Archäologe Emil Bächler. Heute hält dieses Amt Toni Bürgin, der Direktor des Naturmuseums St. Gallen, inne.

### Präsidenten
- Caspar Tobias Zollikofer, 1819–1839
- Jakob Gottlieb Custer, 1840–1843
- Daniel Meyer, 1844–1858
- Jakob Wartmann, 1859–1868
- Friedrich Bernhard Wartmann, 1869–1902
- Gottwald Oskar Ambühl, 1903–1908
- Johannes Brassel, 1909–1911
- Hugo Rehsteiner, 1912–1933
- Emil Bächler, 1933–1942
- Friedrich Saxer, 1942–1957
- Kurt Aulich, 1957–1972
- Renate Schmid, 1973–1988
- Oskar Keller, 1988–1998
- Hans Kapp, 1998–2001
- Toni Bürgin, seit 2001[1]

## Vereinstätigkeit
Zu den Aktivitäten der NWG gehören Vorträge, Besichtigungen und Exkursionen sowie die Herausgabe und Unterstützung naturwissenschaftlicher Publikationen, die Förderung naturwissenschaftlicher Sammlungen sowie die Betreuung eigener Naturdenkmäler und Reservate, wie etwa den oberhalb der Stadt gelegenen Wenigerweier oder den Industrie- und Naturweg Wenigerweier–St. Georgen–Mülenenschlucht.
Der Verein publiziert seit 1858 regelmässige Berichtbände, in denen Artikel zu naturwissenschaftlichen Themen erscheinen, die meist mit der Ostschweiz in Verbindung stehen. Ebenso vergibt er seit 2015 gemeinsam mit dem WWF einen Preis für die beste naturwissenschaftliche Maturaarbeit in der Region.
Die NWG ist Mitglied der Akademie der Naturwissenschaften Schweiz.

## Schriften
- Berichtbände der St. Gallischen Naturwissenschaftlichen Gesellschaft (auch genannt: Jahrbücher der Naturwissenschaftlichen Gesellschaft St. Gallen): erscheinen seit 1858. (Digitalisat).